# Club Joventut de Badalona 2018-2019
Questa voce raccoglie le informazioni riguardanti il Club Joventut de Badalona nelle competizioni ufficiali della stagione 2018-2019.

## Stagione
La stagione 2018-2019 del Club Joventut de Badalona è la 63ª nel massimo campionato spagnolo di pallacanestro, la Liga ACB.

## Roster
Aggiornato al 26 gennaio 2025.
| Divina Seguros Joventut Badalona 2018-19 | Divina Seguros Joventut Badalona 2018-19 |
| Giocatori                                | Staff tecnico                            |
| ---------------------------------------- | ---------------------------------------- |

| N. | Naz.                                              | Ruolo | Nome                   | Anno | Alt.   | Peso   |  |
| -- | ------------------------------------------------- | ----- | ---------------------- | ---- | ------ | ------ |  |
| 0  | Macedonia del Nord (bandiera) · Spagna (bandiera) | P     | Nenad Dimitrijević     | 1998 | 189 cm | 79 kg  |  |
| 1  | Israele (bandiera)                                | AP    | Shawn Dawson           | 1993 | 198 cm | 93 kg  |  |
| 3  | Spagna (bandiera)                                 | GA    | Pep Busquets           | 1999 | 200 cm | 90 kg  |  |
| 4  | Canada (bandiera) · Irlanda (bandiera)            | AG    | Conor Morgan           | 1994 | 206 cm | 102 kg |  |
| 6  | Spagna (bandiera)                                 | AP    | Xabier López-Arostegui | 1997 | 200 cm | 98 kg  |  |
| 10 | Argentina (bandiera) · Italia (bandiera)          | P     | Nicolás Laprovíttola   | 1990 | 190 cm | 82 kg  |  |
| 11 | Montenegro (bandiera) · Spagna (bandiera)         | AC    | Marko Todorović        | 1992 | 208 cm | 112 kg |  |
| 12 | Paesi Bassi (bandiera) · Spagna (bandiera)        | C     | Terrence Bieshaar      | 1997 | 208 cm | 112 kg |  |
| 12 | Argentina (bandiera) · Italia (bandiera)          | C     | Marcos Delía           | 1992 | 211 cm | 111 kg |  |
| 13 | Spagna (bandiera)                                 | A     | José Ignacio Nogués    | 1995 | 204 cm | 86 kg  |  |
| 14 | Spagna (bandiera)                                 | PG    | Albert Ventura (C)     | 1992 | 192 cm | 91 kg  |  |
| 16 | Rep. del Congo (bandiera) · Francia (bandiera)    | AP    | Nobel Boungou Colo     | 1988 | 203 cm | 90 kg  |  |
| 25 | Stati Uniti (bandiera) · Georgia (bandiera)       | G     | Thaddus McFadden       | 1987 | 188 cm | 82 kg  |  |
| 31 | Stati Uniti (bandiera)                            | G     | Dakota Mathias         | 1995 | 193 cm | 91 kg  |  |
| 32 | Lettonia (bandiera)                               | P     | Artūrs Žagars          | 2000 | 190 cm | 78 kg  |  |
| 35 | Svezia (bandiera)                                 | C     | Simon Birgander        | 1997 | 209 cm | 105 kg |  |
| 44 | Spagna (bandiera)                                 | AG    | Joel Parra             | 2000 | 201 cm | 95 kg  |  |
| 81 | Stati Uniti (bandiera)                            | AG    | Luke Harangody         | 1988 | 203 cm | 113 kg |  |
| -  | Brasile (bandiera)                                | C     | Vinicius da Silva      | 2001 | 212 cm | 100 kg |  |

| Allenatore                                                                        |
| - Carles Durán                                                                    |
| Assistente/i                                                                      |
| - Pau del Tío - Jaka Lakovic Legenda - (C) Capitano - (IN) Inattivo - Infortunato |

## Mercato

### Sessione estiva
| Acquisti | Acquisti             | Acquisti             | Acquisti          | Acquisti |
| R.a      | Nome                 | da                   | Modalità          |          |
| -------- | -------------------- | -------------------- | ----------------- | -------- |
| P        | Nicolás Laprovíttola | Zenit S. Pietroburgo | riscatto prestito |          |
| G        | Dakota Mathias       | Purdue Boilermakers  | svincolato        |          |
| AP       | Shawn Dawson         | Bnei Herzliya        | svincolato        |          |
| AG       | Quincy Miller        | Piratas de Queb.     | svincolato        |          |
| AG       | Conor Morgan         | Southland Sharks     | svincolato        |          |
| AC       | Marko Todorović      | Chimki               | svincolato        |          |
| C        | Terrence Bieshaar    | Clavijo              | fine prestito     |          |

| Cessioni | Cessioni          | Cessioni          | Cessioni       | Cessioni |
| R.       | Nome              | a                 | Modalità       |          |
| -------- | ----------------- | ----------------- | -------------- | -------- |
| P        | Pol Molins        | Ourense           | prestito       |          |
| G        | Patrick Richard   | N.Z. Breakers     | fine contratto |          |
| G        | Sergi Vidal       | Breogán           | fine contratto |          |
| AP       | Demitrius Conger  | Le Mans           | fine contratto |          |
| AG       | Tomasz Gielo      | Canarias Tenerife | fine contratto |          |
| AG       | Saulius Kulvietis | Lietkabelis       | fine contratto |          |
| AG       | Quincy Miller     | Free agent        | rescissione    |          |
| C        | Jerome Jordan     | Shaanxi Wolves    | fine contratto |          |

### Dopo l'inizio della stagione
| Acquisti | Acquisti           | Acquisti         | Acquisti         | Acquisti   |
| R.       | Nome               | da               | Data             | Modalità   |
| -------- | ------------------ | ---------------- | ---------------- | ---------- |
| AG       | Luke Harangody     | Free agent       | 2 ottobre 2018   | svincolato |
| C        | Marcos Delía       | Murcia           | 9 gennaio 2019   | svincolato |
| AP       | Nobel Boungou Colo | Levallois Metr.s | 18 febbraio 2019 | svincolato |
| G        | Thaddus McFadden   | Free agent       | 7 marzo 2019     | svincolato |

| Cessioni | Cessioni       | Cessioni   | Cessioni     | Cessioni    |
| R.       | Nome           | a          | Data         | Modalità    |
| -------- | -------------- | ---------- | ------------ | ----------- |
| G        | Dakota Mathias | Free agent | 3 marzo 2019 | rescissione |